# St. Urban (Beyernaumburg)

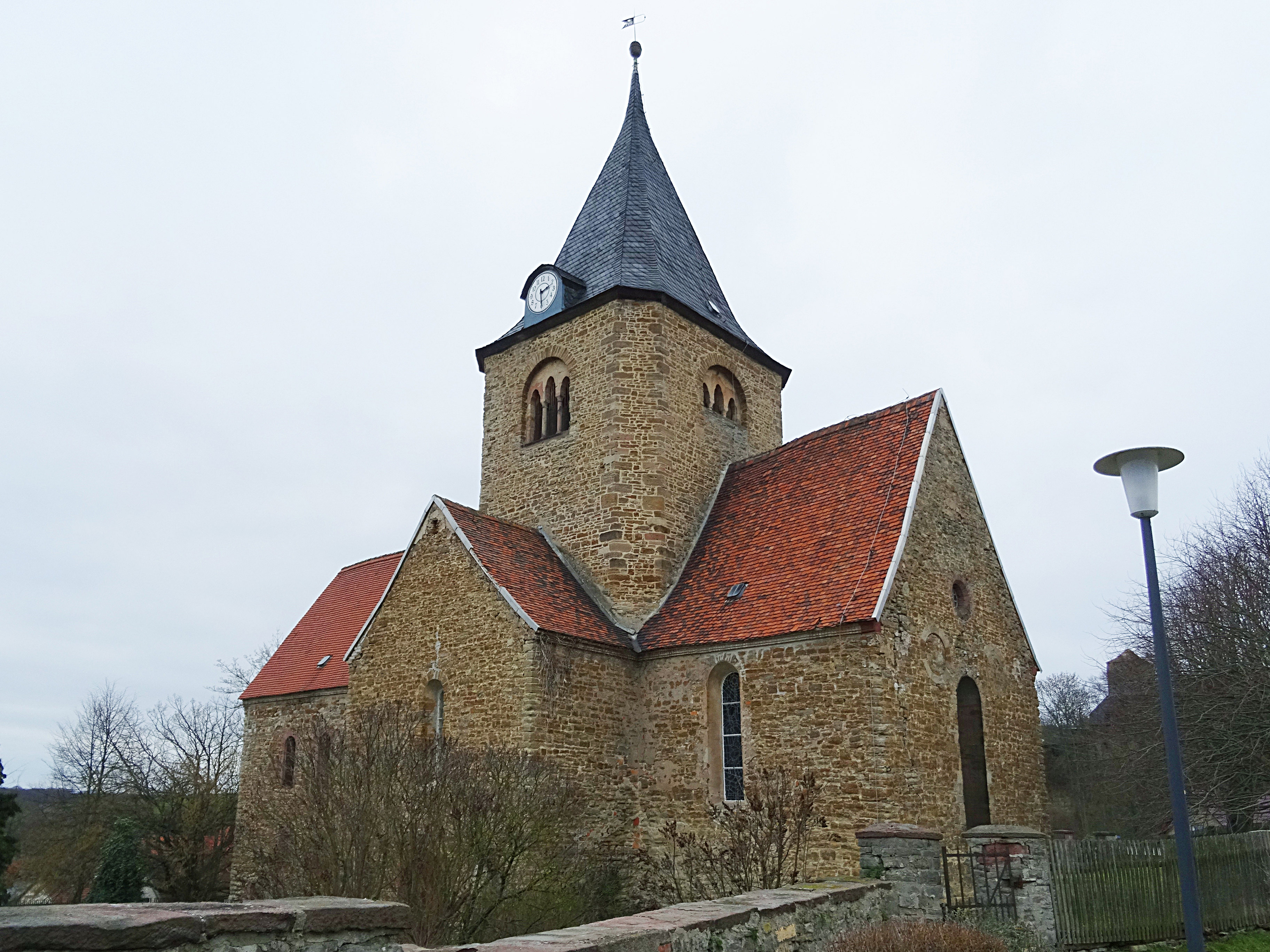
St. Urban in Beyernaumburg

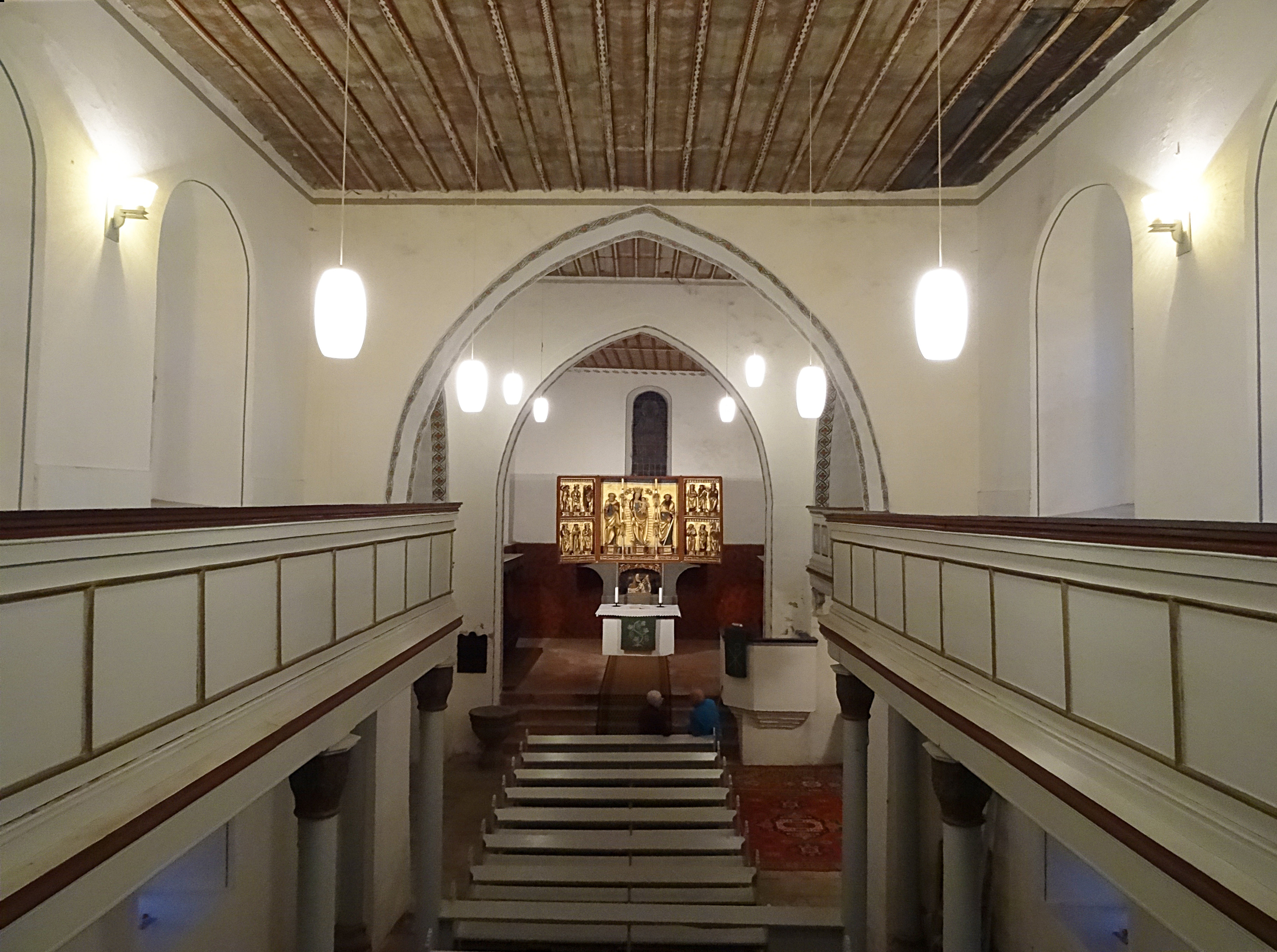
Innenansicht

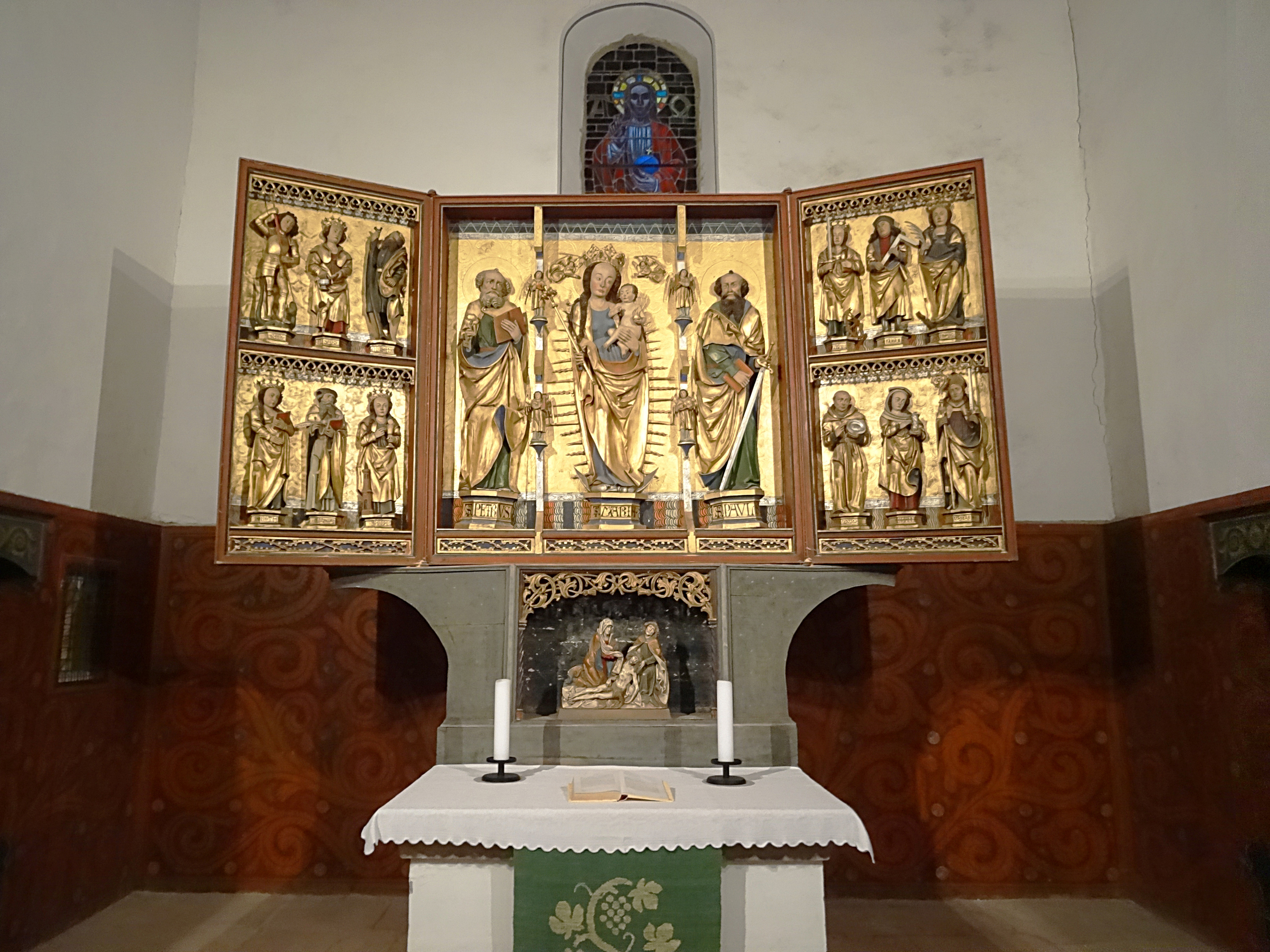
Schnitzaltar

Die evangelische Kirche St. Urban ist eine spätromanische Saalkirche im Ortsteil Beyernaumburg von Allstedt im Landkreis Mansfeld-Südharz in Sachsen-Anhalt. Sie gehört zum Kirchengemeindeverband Allstedt-Wolferstedt im Kirchenkreis Eisleben-Sömmerda der Evangelischen Kirche in Mitteldeutschland.

## Geschichte und Architektur
Die spätromanische, einschiffige Saalkirche über Kreuzgrundriss entstand wohl im zweiten Viertel des 13. Jahrhunderts. Der Westvorbau sowie das Portal am nördlichen Querarm wurden gegen Ende des 19. Jahrhunderts in neugotischen Formen gestaltet. Eine Restaurierung erfolgte in den Jahren 1990–1993. Eine Instandsetzung des Daches wurde in den Jahren 2021 und 2024 mit Unterstützung der Stiftung KiBa durchgeführt.
Das Bauwerk ist ein Bruchsteinbau mit gerade geschlossenem Chor und Querarmen, die dort erhaltenen Rundbogenfenster sind noch original. Der quadratische, an den Ecken abgeschrägte Vierungsturm ist mit einem steilen Zeltdach gedeckt, sein Glockengeschoss ist allseitig mit dreigeteilten, kleeblattbogigen Klangarkaden in rundbogiger Nische versehen.
Das Innere ist durch spitzbogige Vierungsbögen und flache Holzdecken gekennzeichnet, im Schiff ist eine Hufeisenempore über Holzsäulen eingebaut; weitere Emporen befinden sich in den Querarmen.

## Ausstattung
Das Hauptstück der Ausstattung ist ein spätgotischer Schnitzaltar aus der Zeit um das Jahr 1520. Er zeigt im Mittelschrein eine Mondsichelmadonna, die von den Heiligen Petrus und Paulus flankiert wird, zwischen den Figuren sind Säulchen mit je zwei musizierenden Engeln eingestellt. In den Flügeln befinden sich je sechs Heilige in zwei Reihen übereinander: rechts die Heiligen Katharina, Jakobus, Margaretha, Nikolaus und Maria Magdalena und wohl der Bischof Kilian, links die Heiligen Georg, Elisabeth, Christophorus, Dorothea, Urban (?) und Barbara. Auf den Rückseiten sind Gemälde zu sehen, die Anna selbdritt mit Joachim sowie die Heiligen Erasmus und Jakobus zeigen; die letzteren wurden in den Jahren um 1987/88 freigelegt. In der Predella ist eine Gipskopie einer Beweinung vermutlich vom Anfang des 16. Jahrhunderts zu sehen.
Die Taufe aus Sandstein vom Anfang des 13. Jahrhunderts ist mit stilisiertem Rankenfries gestaltet. In der Chornordwand ist eine spitzbogige Sakramentsnische eingelassen. Zwei farbige Glasmalereien vom Ende des 19. Jahrhunderts zeigen die Evangelisten Matthäus und Johannes; sie sind jetzt im nördlichen Querarm ausgestellt.
Die Orgel ist ein Werk von Julius Strobel aus dem Jahr 1860 mit 17 Registern auf zwei Manualen und Pedal.